# Blatenski Kostel
Blatenski Kostel (tudi Blatograd; madž. Keszthely, hrvaško Monoštor) je mesto na Madžarskem, ki upravno spada v okrožje Keszthely–Hévízi,  županijo Zala. Geografsko leži ob Malem Blatnem jezeru (Kis Balaton). Zgodovinsko pa je bil Blatenski kostel sredi 9. stoletja središče Spodnje Panonije, države, ki so jo ustanovili Franki na območju, ki so ga iztrgali Obrom (Avarom). Blizu izvira reke Zale je v 9. stoletju svojo prestolnico za novo slovansko državo zgradil Pribina, slovanski knez z območja današnje Slovaške (sedež v Nitri).
Sredi šestdesetih let 9. stoletja sta Konstantin in Metod prispela tudi v Blatenski kostel, kjer sta se sestala s spodnjepanonskim knezom Kocljem. Čeprav sta se na poti v Rim tu zadržala le kratek čas, sta izučila več ducatov učencev.
Čeprav je naselje naseljeno že od rimskih časov (keszthelyjska kultura panonskega romanskega jezika), prvi zgodovinski dokaz mesta Keszthely izvira iz listine iz leta 1247. Od leta 1421 je Blatenski Kostel tržno mesto.
V mestu je Fakulteta za kmetijstvo Univerze v Panoniji. George Fejer, madžarski pisatelj in knjižničar na Univerzi v Pešti, se je rodil tukaj leta 1766.

## Etimologija
Ime izvira iz slovanskega *Kostel, glej tudi etimologijo Kesztölca. Madžarski hely: mesto, lokacija. Madžarski del imena bi lahko nastal zaradi fonetične podobnosti in ljudske etimologije Kesztely→Keszthely. 1247 Kesztel.

## Lega
Mesto Blatenski Kostel (Keszthely) je na severozahodnem vogalu Blatnega jezera, na obali enega največjih jezer v srednji Evropi. Mesto obkrožajo gozdovi in hribi na severu, ravnice na jugovzhodu in jezero. Južno od mesta leži Kis-Balaton (Mali Balaton), močvirje, ki je del delte reke Zala in deluje kot naravni čistilec vode za Blatno jezero. Močvirje je še posebej poznano kot habitat vodnih ptic in uživa mednarodno priznanje in zaščito kot naravni rezervat.
Mesto uživa tudi v bližini Hévíza, mesta, znanega po zdraviliščih in zdravstvenih storitvah. Blatenski Kostel je zelo blizu nekaterih vinskih regij severnega Balatona, za katere je znano, da pridelujejo visokokakovostna bela vina iz lokalno pridelanih sort.
Blatenski Kostel je enostavno in precej hitro dostopen z avtomobilom iz Budimpešte, glavnega mesta Madžarske, in Dunaja, glavnega mesta Avstrije. Neposredne avtobusne povezave med Blatenskim Kostelom in Budimpešto vozijo večkrat na dan.

## Muzej Balaton
Muzejsko združenje Balaton je bilo ustanovljeno leta 1898 med vsemi iniciacijami Sandorja Lovassyja. Začetek muzejske stavbe v Blatenskem Kostelu je bil leta 1925 s pomočjo grofa Taszila Festetiča po zasnovi Györgyija Denesa v neobaročnem slogu. Pri gradnji prvega muzeja v županiji Zala so uporabili tudi kamenje iz podrtih hlevov ob Festetičevem dvorcu. Zbirka prikazuje arheološke, etnografske, zgodovinske in naravoslovne vrednote območja Balaton.

## Pobratena mesta
Blatenski Kostel je pobraten z:
- Alanya, Turčija
- Boppard, Nemčija
- Hof van Twente, Nizozemska
- Gmina Jędrzejów, Poljska
- Levoča, Slovaška
- Odorheiu Secuiesc, Romunija
- Gmina Piwniczna-Zdrój, Poljska
- Stary Sącz, Poljska
- Turnov, Češka

## Galerija
- Mestno središče
- Festetičeva palača
- Območje palače
- Pogled spredaj na palačo z vrtne fontane
- Cerkev Marije Madžarske